# أحمد عرابي (قرية)
قرية احمد عرابى هي إحدى القرى التابعة لمركز بدر في محافظة البحيرة في جمهورية مصر العربية. حسب إحصاءات سنة 2006، بلغ إجمالي السكان في احمد عرابى 2855 نسمة، منهم 1511 رجل و1344 امرأة.